# Vlada Romunije
Vlada Romunije (romunsko Guvernul României) je izvršna veja oblasti v Romunijo, ki jo vodi predsednik vlade Romunije. Vlado sestavljajo ministrstva, podrejene inštitucije ter 42 prefektur (vladni predstavniki v okrožjih). 

## Ministrstva
- Ministrstvo za finance
- Ministrstvo za notranje zadeve
- Ministrstvo za zunanje zadeve
- Ministrstvo za pravosodje
- Ministrstvo za narodno obrambo
- Ministrstvo za gospodarstvo, podjetništvo in turizem
- Ministrstvo za energijo
- Ministrstvo za promet in infrastrukturo
- Ministrstvo za kmetijstvo in razvoj podeželja
- Ministrstvo za okolje, vode in gozdove
- Ministrstvo za razvoj, javna dela in upravo
- Ministrstvo za investicije in evropske projekte
- Ministrstvo za delo in socialno solidarnost
- Ministrstvo za zdravje ministrstvo za šolstvo
- Ministrstvo za raziskave, inovacije in digitalizacijo
- Ministrstvo za kulturo
- Ministrstvo za družino, mladino in enake možnosti